# Abou Ballas
Abou Ballas est un site archéologique situé en Égypte dans le désert Libyque, à 200 km au sud-ouest de l'oasis d'Ad-Dakhla qui se trouve sur le lieu de deux collines isolées. Deux collines contiennent de nombreuses poteries égyptiennes qui étaient bien conservées lors de leur découverte en 1918. De nouvelles fouilles ont été entreprises de nouveau sur le site dans les années 2010.
Le site a donné son nom à la formation géologique d'Abou Ballas.

## Occupation néolithique
Des chercheurs suggèrent que la zone d'Abou Ballas a été occupée de 8700 à 5700 de l'ère préhistorique. Ils attribuent la cessation soudaine de l'occupation humaine dans cette zone aux conditions environnementales.

## Piste Abou Ballas
La nature de ce site isolé a pendant longtemps été mystérieuse. Des recherches récentes ont récemment montré qu'il s'agissait d'un point de passage d'une ancienne route commerciale, appelé « Abu Ballas Trail », reliant l'oasis de Dakhla au Djebel Oueynat via le Gilf al-Kabir avant sans doute de pousser jusque vers le lac Tchad via l'oasis de Koufra, et par laquelle transitaient de l'or, diverses plantes aromatiques ou encore du cuir. Le site a été mis en place vers la fin de l'Ancien Empire ou au début de la Première Période intermédiaire, lorsque du ravitaillement a été entreposé le long de la piste traversant le désert, Abou Ballas étant l'un des plus importants. En plus des poteries, on a retrouvé des gravures rupestres, des outils en pierre et même un jeu de senet gravé sur un rocher. Comme il n'y a aucune source à proximité, toute la nourriture et l'eau était transporté depuis Dakhla à dos d'âne, et personne ne vivait sur place de manière permanente. La route du désert était active principalement à la fin de l'Ancien Empire et dans une moindre mesure pendant la Deuxième Période intermédiaire et pendant le Nouvel Empire.

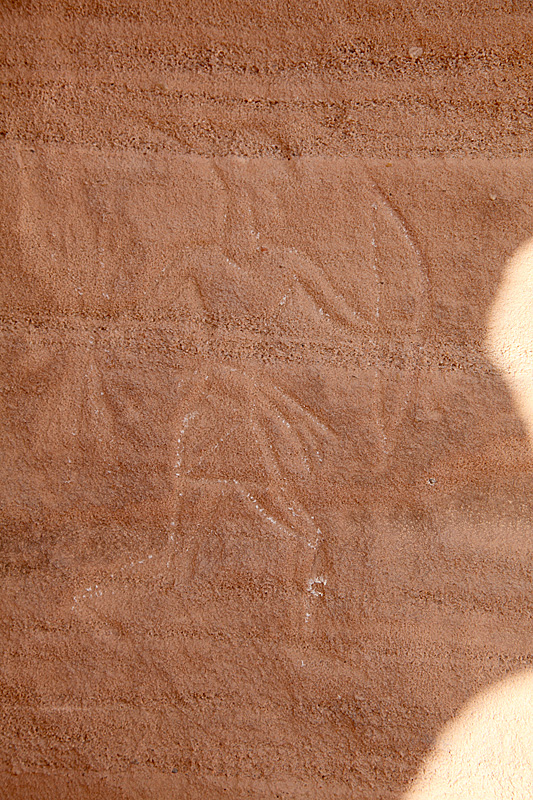
Gravure rupestre d'un archer
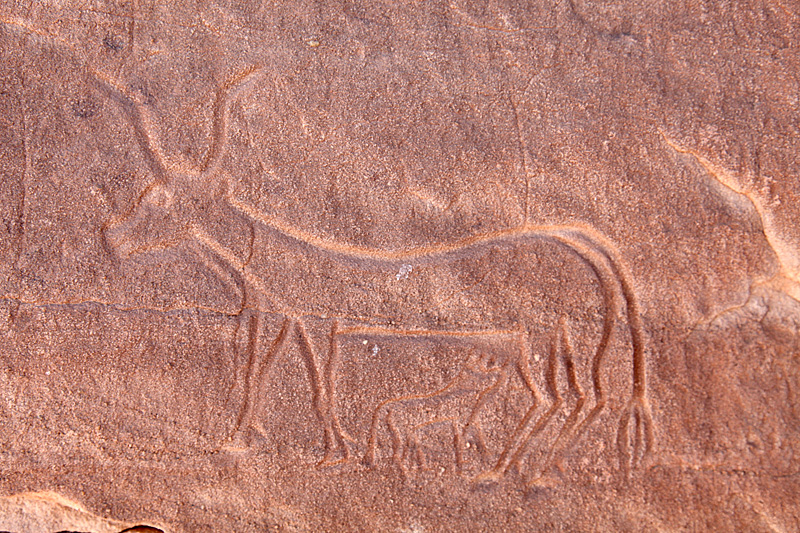
Gravure rupestre d'une vache allaitant son veau